# Scanners 2 : La Nouvelle Génération
Série
Scanners
(1981) Scanners 3 : Puissance maximum
(1991)
Pour plus de détails, voir Fiche technique et Distribution.
Scanners 2 : La Nouvelle Génération ou Scanners II: Le Nouveau Règne (Scanners II: The New Order) est un film de science-fiction canadien réalisé par Christian Duguay et sorti en 1991. Il s'agit de la suite de Scanners de David Cronenberg sorti en 1981.
Il sera suivi de Scanners 3 : Puissance maximum sorti seulement quelques mois plus tard.

## Synopsis
Le jeune vétérinaire, David Kellum (David Hewlett), découvre qu'il peut lire les pensées et contrôler l'esprit des autres personnes.

## Fiche technique
Sauf indication contraire, les informations mentionnées dans cette section peuvent être confirmées par la base de données cinématographiques IMDb,  présente dans la section « Liens externes ».
- Titre original : Scanners II: The New Order
- Titre français : Scanners 2 : La Nouvelle Génération (parfois Scanners 2, le nouveau règne à la TV)
- Titre québécois : Scanners II: Le Nouveau Règne[1]
- Réalisation : Christian Duguay
- Scénario : B.J. Nelson, d'après les personnages de David Cronenberg
- Musique : Marty Simon
- Décors : Richard Tassé
- Costumes : Lyse Bédard
- Photographie : Rodney Gibbons
- Montage : Yves Langlois
- Production : René Malo
- Production déléguée : Pierre David
- Société de production : Allegro Films, Filmtech, Image Organization et Malofilm
- Société de distribution : Malofilm Distribution (Canada)
- Pays de production :  Canada
- Langue originale : anglais
- Genres : action, horreur, science-fiction
- Durée : 104 minutes
- Dates de sortie :
  - Canada : 3 mai 1991
  - France : 1991 (vidéo)

## Distribution
- David Hewlett : David Kellum
- Deborah Raffin : Julie Vale
- Yvan Ponton : le commandant John Forrester
- Isabelle Mejias : Alice Leonardo
- Tom Butler : Dr. Morse
- Raoul Max Trujillo : Peter Drak
- Vlasta Vrana : le lieutenant Gelson
- Murray Westgate : George Kellum
- Doris Petrie : Susan Kellum

## Accueil

### Sortie
Le film est sorti le 3 mai 1991 au Canada, par Malofilm Distribution. En France, il est sorti en vidéo.

### Critiques
En 1991, Luc Perreault de La Presse déclare qu'« on nage avec ce film en plein manichéisme. C’était, avec le simplisme des personnages, !e problème de Simoneau dans Dans le ventre du dragon. Ici, tout est tellement ou bien tout noir ou tout blanc qu’on ne sent pas, même si on est amateur du genre, de véritable défi dans cette confrontation. (…) On me permettra de garder mes distances à l’égard de ce cinéma racoleur et quelque peu répugnant » et Martin Girard de la Revue séquences souligne « (…) que pouvait-on attendre au juste d’un film dont les moments forts, largement anticipés par le public, sont les effets spéciaux décrivant des explosions de têtes humaines ? Les amateurs de cinéma fantastique sont en droit d’exiger un peu plus. Du suspense, de la poésie, de l’imagination ».

## Distinction
Le film est nommé au Saturn Award de la meilleure sortie en vidéo pour un film de genre.